# Бугровский путепровод
Бугро́вский путепрово́д — путепровод на границе Выборгского и Калининского районов Санкт-Петербурга. Переброшен через Парнасскую соединительную ветвь Окружной линии железной дороги в створе проспекта Культуры. На севере трасса выходит к развязке с КАД.
По одним данным, путепровод был построен в 1990 году. Однако он уже присутствует на фотографии 1986 года; впрочем, тогда путепровод мог ещё строиться, хотя и внешне выглядеть готовым.
Под путепроводом проходит не только железная дорога, но также Суздальский проспект и Верхняя улица.
Название путепровод получил 27 марта 2017 года. Оно связано с тем, что путепровод расположен у дороги на посёлок Бугры.